# Joe Perry
Denna artikel behandlar musikern Joe Perry. För snookerspelaren, se Joe Perry (snookerspelare).
Joseph Anthony Pereira, känd som Joe Perry, född 10 september 1950 i Lawrence, Massachusetts, är en amerikansk rockmusiker, huvudgitarrist i bandet Aerosmith och numera även supergruppen Hollywood Vampires tillsammans med Alice Cooper och Johnny Depp.
Perry kom tidigt i kontakt med rockmusik, och i tonåren kunde han ses jamma ihop med kända grupper. 1970 bildade han tillsammans med Steven Tyler (som han träffat under en mindre spelning) rockgruppen Aerosmith. Perry var medlem i Aerosmith fram till albumet Night in the Ruts 1979 och lämnade därefter gruppen, som då var i upplösningstillstånd, för att kort forma sin egen grupp, The Joe Perry Project. 1984 återförenades originaluppsättningen av Aerosmith och efter en trög start låg man åter på listorna igen med album som Permanent Vacation (1987) och Pump (1989). Perry debuterade 2005 även som soloartist med albumet Joe Perry.

## Diskografi
Med Aerosmith
- 1973 – Aerosmith
- 1974 – Get Your Wings
- 1975 – Toys in the Attic
- 1976 – Rocks
- 1977 – Draw the Line
- 1979 – Night in the Ruts
- 1985 – Done with Mirrors
- 1987 – Permanent Vacation
- 1989 – Pump
- 1993 – Get a Grip
- 1997 – Nine Lives
- 2001 – Just Push Play
- 2004 – Honkin' on Bobo
- 2012 – Music from Another Dimension!

The Joe Perry Project
- 1980 – Let the Music Do the Talking
- 1981 – I've Got the Rock'n'Rolls Again
- 1984 – Once a Rocker, Always a Rocker

Solo
- 2005 – Joe Perry
- 2009 – Have Guitar, Will Travel
- 2014 – Joe Perry's Merry Christmas
- 2018 – Sweetzerland Manifesto

Hollywood Vampires
- 2015 – Hollywood Vampires
- 2019 – Rise

Med Pitbull
- 2016 – Bad Man (med Robin Thicke, Joe Perry och Travis Barker)
- 2020 – Get Ready (med Blake Shelton och Joe Perry)